# Lista de deputados estaduais de Goiás da 1.ª legislatura
Esta é a lista de deputados estaduais de Goiás para a legislatura 1947–1951. Nas eleições, foram eleitos 32 deputados.

## Composição das bancadas
| Partido | Líder                       | Bancada | Posição      |
| ------- | --------------------------- | ------- | ------------ |
| PSD     | Benedito Vaz                | 16 / 32 | Oposição     |
| UDN     | Willamar da Silva Guimarães | 9 / 32  | Governo      |
| PSB     | Joviano Ribeiro             | 4 / 32  | Independente |
| PCB     | Abrão Isaac Neto            | 2 / 32  | Oposição     |
| PR      | José Hercílio Curado Fleury | 1 / 32  | Governo      |

## Deputados estaduais
| Número | Deputados estaduais eleitos   | Partido | Votação | Percentual | Cidade onde nasceu     | Unidade federativa |
| 41158  | José de Souza Porto           | PSD     | 2.010   | 2,52%      | Posse                  | Goiás              |
| 22651  | Félix Pereira de Moura        | UDN     | 1.830   | 2,29%      | Formosa                | Goiás              |
| 22397  | Vilmar Guimarães              | UDN     | 1.810   | 2,26%      | Rio Verde              | Goiás              |
| 41323  | Benedito Vaz                  | PSD     | 1.671   | 2,09%      | Ipameri                | Goiás              |
| 20299  | José Hercílio Curado Fleury   | PR      | 1.646   | 2,06%      | Goiás                  | Goiás              |
| 22161  | José Gumercindo Marques Otero | UDN     | 1.599   | 2,00%      | Uberaba                | Minas Gerais       |
| 41873  | Taciano Melo                  | PSD     | 1.567   | 1,96%      | Capela                 | Alagoas            |
| 41150  | Alberto Pinto Coelho          | PSD     | 1.528   | 1,91%      | Manhuaçu               | Minas Gerais       |
| 41114  | José Peixoto da Silveira      | PSD     | 1.477   | 1,85%      | Cristais               | Minas Gerais       |
| 22373  | Diógenes Dolival Sampaio      | UDN     | 1.421   | 1,78%      | Catalão                | Goiás              |
| 41768  | Serafim de Carvalho           | PSD     | 1.378   | 1,72%      | Jataí                  | Goiás              |
| 22228  | Rui Cavalcanti                | UDN     | 1.324   | 1,66%      | Santa Cruz de Goiás    | Goiás              |
| 41716  | Sebastião Lobo                | PSD     | 1.264   | 1,58%      | Bela Vista de Goiás    | Goiás              |
| 41342  | Getuliano Artiaga Lima        | PSD     | 1.211   | 1,51%      | Itaberaí               | Goiás              |
| 22272  | José Camilo de Oliveira       | UDN     | 1.182   | 1,48%      | Bela Vista de Goiás    | Goiás              |
| 41296  | Misach Ferreira Júnior        | PSD     | 1.159   | 1,45%      | Silvânia               | Goiás              |
| 41628  | Rafael Arcanjo do Nascimento  | PSD     | 1.117   | 1,40%      | Goiás                  | Goiás              |
| 41231  | Castro Costa                  | PSD     | 1.047   | 1,31%      | Trindade               | Goiás              |
| 40133  | Plínio Gonzaga Jaime          | PSB     | 1.029   | 1,29%      | Pirenópolis            | Goiás              |
| 41551  | Wilson da Paixão              | PSD     | 1.027   | 1,28%      | Catalão                | Goiás              |
| 41779  | Balduíno da Silva Caldas      | PSD     | 1.021   | 1,28%      | Itaberaí               | Goiás              |
| 22226  | Urquiza Fleury de Brito       | UDN     | 1.016   | 1,27%      | Goiás                  | Goiás              |
| 41431  | Joaquim Gomes Filho           | PSD     | 1.016   | 1,27%      | Pirenópolis            | Goiás              |
| 22221  | José Mendonça                 | UDN     | 1.002   | 1,25%      | Pirenópolis            | Goiás              |
| 41438  | Vital Pereira Cabral          | PSD     | 1.001   | 1,25%      | Santo Antônio do Monte | Minas Gerais       |
| 41472  | Benedito de Araújo Melo       | PSD     | 979     | 1,22%      | Luziânia               | Goiás              |
| 22513  | Francisco de Brito            | UDN     | 974     | 1,22%      | Conceição do Tocantins | Tocantins          |
| 40866  | Joaquim Gilberto              | PSB     | 876     | 1,09%      | Luziânia               | Goiás              |
| 40642  | Ary Frausino Pereira          | PSB     | 830     | 1,04%      | Corumbaíba             | Goiás              |
| 40582  | Joviano Ribeiro               | PSB     | 780     | 0,97%      | Catalão                | Goiás              |
| 21781  | Abrão Isaac Neto              | PCB     | 635     | 0,79%      | Catalão                | Goiás              |
| 21824  | Afrânio Francisco de Azevedo  | PCB     | 583     | 0,73%      | Uberaba                | Minas Gerais       |